# 镰翅鸡
镰翅鸡（学名：Falcipennis falcipennis）又称镰树鸡，为松鸡科镰翅鸡属的鸟类，是该属的唯一一种。分布于俄罗斯以及中国大陆的东北等地，常见于针叶林、冷杉、云杉、落叶松林、田野、早地以及林间空地相交替的山的森林中。该物种的模式产地在斯塔诺夫山。同属原另有枞树镰翅鸡，现为独立的枞树鸡属。

## 保护
- 中国国家重点保护动物等级：二级